# Karera (India)
Karera is een nagar panchayat (plaats) in het district Shivpuri van de Indiase staat Madhya Pradesh. 

## Demografie
Volgens de Indiase volkstelling van 2001 wonen er 23.491 mensen in Karera, waarvan 55% mannelijk en 45% vrouwelijk is. De plaats heeft een alfabetiseringsgraad van 65%. 